# Achatocarpus praecox
Achatocarpus praecox, jedna od devet biljnih vrsta roda Achatocarpus, porodica Achatocarpaceae. Raširena je od Perua do Brazila i sjeverne Argentine. Nanofanerofit (od pola do 3 metra) ili fanerofit (biljke iznad 3 metra visine). Postoje četiri priznate podvrste.

## Podvrste
1. Achatocarpus praecox var. bicornutus (Schinz & Autran) Botta, južni Brazil i sjeverna Argentina
2. Achatocarpus praecox f. obovatus (Schinz & Autran) Hauman, Brazi, sjev. Argentina
3. Achatocarpus praecox var. praecox, peru, sjev. Argentina, jugoi. Brazil
4. Achatocarpus praecox f. spinulosus (Griseb.) Hauman, sjev. Argentina